# BP Ruhr-Raffinerie
Koordinaten: 51° 38′ 8″ N, 6° 41′ 52″ O
Die BP Ruhr-Raffinerie war eine Erdölraffinerie in Hünxe, die 1960 in Betrieb gegangen ist. Sie wurde von der Deutschen BP betrieben. Die Jahresdestillationskapazität betrug zuletzt 8,6 Millionen Tonnen. Ihre Stilllegung erfolgte infolge des Raffineriesterbens 1982.
Häufig ist bei der Raffinerie auch der Name Raffinerie Dinslaken gebräuchlich.

## Geschichte
Durch den sich schon abzeichnenden Strukturwandel an der Ruhr und den Expansionsplänen der BP, welche in Deutschland nur über die Raffinerie in Hamburg verfügte, geriet durch den Oberkreisdirektor Richter der Standort nahe Hünxe ins Blickfeld. Durch die Raffinerie wurde ein Bahnanschluss nach Spellen durch die Kreisbahn Dinslaken erstellt, welcher auch von weiteren ortsansässigen Firmen mitbenutzt wurde.
Angesiedelt wurden die Anlagen auf dem Gelände des ehemaligen Truppenübungsplatzes in Bucholtwelmen.
Bei der Inbetriebnahme der Raffinerie am 20. Oktober 1960 war auch der Bundeswirtschaftsminister Ludwig Erhard anwesend. 1961 wurden 4,0 Millionen Tonnen Rohöl verarbeitet. 1979 wurden 9,9 Millionen Tonnen verarbeitet.
Das Rohöl wurde größtenteils über die Nord-West Oelleitung und die Rotterdam-Rijn-Pijpleiding (RRP) angeliefert. Ihre Produkte wurden neben der Bahn, Straße und Wasserweg auch durch die Rhein-Main-Pipeline versendet.
Ein Teil der Produkte wurde im Rhein-Lippe-Hafen Wesel auf Binnenschiffe verladen.
Die Raffinerie fiel ebenso wie die Schwesterraffinerie in Hamburg dem Raffineriesterben der 1980er Jahre zum Opfer. Sie wurde im Dezember 1982 geschlossen. Da sie eine reine Hydroskimming-Raffinerie war, welche alle schweren Bestandteile des Rohöles als schweres Heizöl ausstieß, war sie gegenüber Konversionsraffinerien die verschiedene Cracker besaßen nicht mehr wettbewerbsfähig.
Heute wird auf dem Gelände ein Terminal von TanQuid zur Verteilung von Treibstoffen betrieben. Zwischenzeitlich wurde auf dem Gelände eine Kohlevergasungsanlage betrieben.